# 珍妮佛·傑森·李
珍妮佛·傑森·李（英語：Jennifer Jason Leigh，1962年2月5日—）是一位美國女演員、導演、監製和編劇。較著名的作品如《布魯克林黑街》（1989年）、《邁阿密特別行動》（1990年）、《浴火赤子情》（1991年）、《派克夫人的情人》（1994年）、《珍愛姐妹情》（2007年）和《八惡人》（2015年）。其中，因《八惡人》而提名了奧斯卡最佳女配角獎和金球獎最佳電影女配角。2001年，她與艾倫·康明共同執導、監製和編劇了《真愛大吐槽》。

## 早期生活
李出生於好萊塢，父親維克·莫羅是一名演員，而母親芭芭拉·透納則是名編劇和前演員。父母後來離了婚。繼父是導演。她的出生名為「珍妮佛·李·莫羅」，在演藝生涯的早期改掉，將自己的中間取自她家庭的朋友傑森·羅巴茲。李的父母是猶太人，分別來自俄羅斯和奧地利的猶太家庭。
她有一個姊姊嘉莉·安·莫羅（Carrie Ann Morrow），她曾擔任1995年電影《落翅天使》的技術顧問。此外，還有一個同父異母妹妹米娜·巴迪（Mina Badie），曾和她一起參演過2001年電影《真愛大吐槽》。

## 外部連結
- 珍妮佛·傑森·李在互联网电影资料库（IMDb）上的資料（英文）
- 互聯網百老匯資料庫（IBDB）上珍妮佛·傑森·李的資料（英文）
- Jennifer Jason Leigh （页面存档备份，存于） at Internet Off-Broadway Database
- In-depth interview at Museum of Moving Image in 1994 （页面存档备份，存于）
- Article in Alphaville journal （页面存档备份，存于）